# فريدريش ويبر (كاتب)
فريدريش ويبر (بالألمانية: Friedrich Christian Weber)‏ (و. العقد 1690 – 1739 م) هو دبلوماسي، وكاتب ألماني.

## مناصب
تولى منصب سفير.